# A mumus (film, 2023)
A mumus (eredeti cím: The Boogeyman) 2023-ban bemutatott amerikai horrorfilm, amelyet Rob Savage rendezett Stephen King azonos című novellája alapján. A főbb szerepekben Sophie Thatcher, Chris Messina, Vivien Lyra Blair és David Dastmalchian látható.
Amerikában 2023. június 2-án, míg Magyarországon 2023. június 1-jén mutatták be.

## Cselekmény
A Harper család, Sadie és Sawyer és terapeuta apjuk, Will, nehezen dolgozzák fel a család matriarchájának nemrég bekövetkezett halálát, aki hirtelen halt meg egy autóbalesetben. Sawyer rémálmoktól szenved, Will pedig a munkába temetkezik, míg Sadie azzal küzd, hogy visszailleszkedjen az iskolába, ahol barátnője, Bethany csatlakozott egy új lányklikkhez, akik megvetéssel bánnak Sadie-vel.
Egy nap Willt meglátogatja egy Lester Billings nevű férfi, aki beszélni szeretne vele. Lester elmagyarázza, hogy három gyermeke meghalt, akiket egyenként ölt meg egy entitás, amely szerinte most már rátapadt. A hitetlenkedő Will, bár együtt érez Lesterrel, magára hagyja, hogy hívja a rendőrséget. Lester besurran a házba, Sadie pedig megtalálja a lógó testét az anyja művészeti szekrényében.
A családot megzavarja Lester halála, de megpróbál visszatérni a normális kerékvágásba. Sadie észreveszi, hogy furcsa penész kezd kialakulni a ház körül, míg Sawyer megpillant egy titokzatos lényt, amely az ágya alatt rejtőzik. Sawyer riasztja Sadie-t, aki nem találja a lényt, és nem hisz a nővérének. A lányok később felkeresik a terapeutájukat, Dr. Wellert, hogy beszéljenek anyjuk haláláról. Dr. Weller egy villogó fényt használ, hogy segítsen Sawyer-nek túllépni a sötéttől való félelmén, de Sawyer ismét kiszúrja a lényt, és végül bepisil. A házban a lény továbbra is követi és terrorizálja Sawyert, miközben Sadie is megpillantja, és gyanítani kezdi, hogy a furcsa jelenségnek köze van Lester öngyilkosságához.
Sadie meghallgatja Lester találkozójának felvételét, és utánaolvas a Billings családról az interneten, felfedezve a címüket. Sadie Bethanyval elviteti magát Billingsék látszólag elhagyatott házához, ahol odabent felfedezi Ritát, Lester elhidegült feleségét, aki még mindig a házban él. Rita a lényt "A mumus"-ként azonosítja, és azt állítja, hogy az a gyermekei halálának elkövetője. Elmondja Sadie-nek, hogy a lény a félelemből táplálkozik, és élvezi, hogy játszadozik a prédájával, ezért támadta meg éjszakánként Sawyert, és hogy képes hangokat utánozni. Az egyetlen megoldás a mumus elűzésére a fény. Rita azonban látszólag kiszúrja a mumust Sadie mögött, és rálő, aminek hatására a megzavart Sadie menekülni kezd a házból.
A penész tovább terjed a házban. Aznap éjjel Sadie-nek rémálma van arról, hogy a mumus valamit a torkába dugott. Miközben ezek a találkozások tovább fokozódnak, Will és Sadie megpróbálnak beszélni Sadie édesanyjának haláláról, miközben a lány meggyőzi Willt, hogy ne ürítse ki a művészeti szekrényt. A pincében Sadie látszólag találkozik anyja szellemével, aki egy régi öngyújtó lángját irányítja. Az iskolában Bethany vigasztalja Sadie-t, és úgy dönt, hogy egy csajos estét szervez Sadie házában, hogy felvidítsa őt. Dohányzás közben Sadie felköhög egy fogat, amelyet Sawyer nem sokkal a mumus megjelenése után vesztett el, és rájön, hogy rémálma talán valóságos volt. Bethany barátai tréfából bezárják Sadie-t a művészeti szekrénybe, ahol találkozik a Mumussal. Verekedés tör ki a lányok között, akik mindannyian elhagyják Sadie házát. Eközben Sawyerre rátámad a lény, és beledobja a tévébe, ami miatt kórházba kerül.
A kórházban Sadie-vel kapcsolatba lép Rita, aki azt hiszi, hogy kitalálta, hogyan lehet megölni a Mumust. Sadie megérkezik a házhoz, ahol Rita csapdát állított fel több sörétes puskával. Hirtelen megtámadja Sadie-t, azt tervezve, hogy csalinak használja a lény számára. A Mumus megjelenik, és működésbe hozza a csapdát, de túléli, és megöli Ritát. Sadie elmenekül a házból. Will felhívja őt, hogy megkérdezze, hol van, és Sadie rájön, hogy már otthon vannak. A mumus megtámadja Willt és Sawyert, és berángatja őket a házba. Sadie megérkezik, és megtalálja a bujkáló Sawyert, aki azt állítja, hogy a lény Willt a pincébe vitte.
A két testvér lemegy a pincébe, és ott találják a lényt, aki Willből táplálkozik. Kiszabadítják apjukat, és üldözés kezdődik a pincében. Sawyer és anyja szellemének segítségével Sadie-nek sikerül felgyújtania a lényt, ami látszólag megöli azt, és elpusztítja a penészt az egész házban. Valamivel később a család egy csoportos foglalkozáson vesz részt Dr. Wellerrel, miután továbblépett az élményeiken. Amikor távoznak, Sadie-t visszahívja Dr. Weller az irodába, csakhogy felfedezi, hogy nincs ott, és a szekrényajtó nyitva van. Dr. Weller megjelenik és kérdőre vonja Sadie-t, aki gyanakodva néz Dr. Wellerre, majd becsukja az ajtót.

## Szereplők
| Szerep          | Színész            | Magyar hang        |
| --------------- | ------------------ | ------------------ |
| Sadie Harper    | Sophie Thatcher    | Nagy Katica        |
| Will Harper     | Chris Messina      | Széles Tamás       |
| Sawyer Harper   | Vivien Lyra Blair  | Bak Julianna       |
| Rita Billings   | Marin Ireland      | Nemes Takách Kata  |
| Bethany         | Madison Hu         | Nagy Blanka        |
| Dr. Weller      | LisaGay Hamilton   | Pregitzer Fruzsina |
| Lester Billings | David Dastmalchian | Karácsonyi Zoltán  |

### Magyar változat
- Magyar szöveg: Dittrich-Varga Fruzsina
- Felvevő hangmérnök: Illés Gergely
- Vágó: Sári-Szemerédi Gabriella
- Gyártásvezető: Hódos Edina
- Szinkronrendező: Dóczi Orsolya
- Produkciós vezető: Hagen Péter

A szinkront a Disney Character Voices International megbízásából a Mafilm Audio Kft. készítette el

## A film készítése
A mumus Stephen King 1973-as azonos című regényények filmadaptációja. 2018. június 26-án jelentették be, hogy Scott Beck és Bryan Woods írják a forgatókönyvet, Shawn Levy, Dan Levine és Dan Cohen pedig a 21 Laps Entertainment producerei lesznek, a 20th Century Fox pedig a forgalmazást vállalta. 2019-ben azonban, miután a Disney felvásárolta a Foxot, a filmet törölték, más készülő filmekkel együtt. 2021 novemberében a filmet újraélesztették, és a hírek szerint Rob Savage rendezi majd Mark Heyman forgatókönyvéből, Beck, Woods és Akela Cooper eredeti vázlatai alapján, a forgalmazást pedig a Hulu streaming-szolgáltató vállalja. 2022 februárjában kezdődött a forgatás New Orleansban.